# Patrocinio Díaz
Patrocinia Díaz más conocida como Patrocinio Díaz (Santiago del Estero, Argentina; 1905 - Buenos Aires, Argentina; 16 de enero de 1969) fue una cantante de música folclórica, lírica y tango, y actriz argentina. Fue una de las grandes referentes del folclore santiagueño y tanguero cantado por mujeres.

## Carrera
Nació en la calle Belgrano 212, una antigua casona de la esquina de Belgrano y Salta, de la capital de Santiago del Estero. Sus padres fueron Rosario Valdéz y Domingo Díaz, tuvo cinco hermanas y un hermano. Hizo sus estudios en el Colegio de Belén donde una monja le enseñó canciones litúrgicas, y luego pasó a la Escuela Normal pero no finalizó sus estudios. Ya más de grande estudió solfeo y piano con su profesor Manuel Gómez Carrillo. En los tiempos de chazarreta volvió a la música a aprender guitarra. Se inició en el canto lírico, actuando en festivales de aficionados dirigidos por profesionales que se encontraban eventualmente en Santiago. En ese género interpretó temas como De Madrid a París, una opereta bajo la dirección de José Óses, La Geisha con colaboración de Paride Grandi, y Cavalleri Rusticana donde hizo de Lola.
Con el tiempo fue volcando su talento vocal por el folclore y se unió en compañía con Andrés Chazarreta. Juntos se iniciaron en Buenos Aires tras ser mediada por Joaquín de Vedia, para que Humberto Cairo los contraten para debutar en el Teatro Politeama, el 18 de marzo de 1921.En ese año hicieron 150 representaciones. Tuvieron que pasar veinte años para que un suceso así volviera a repetirse. Bajo ese género cantó temas como La vidala del santiagueño y La López Pereyra. Junto a su compañía fue la primera de arte popular argentino que actuó en el Teatro Colón. Luego pasaron al Teatro Solís de Montevideo. En 1930 se estableció definitivamente en Buenos Aires.

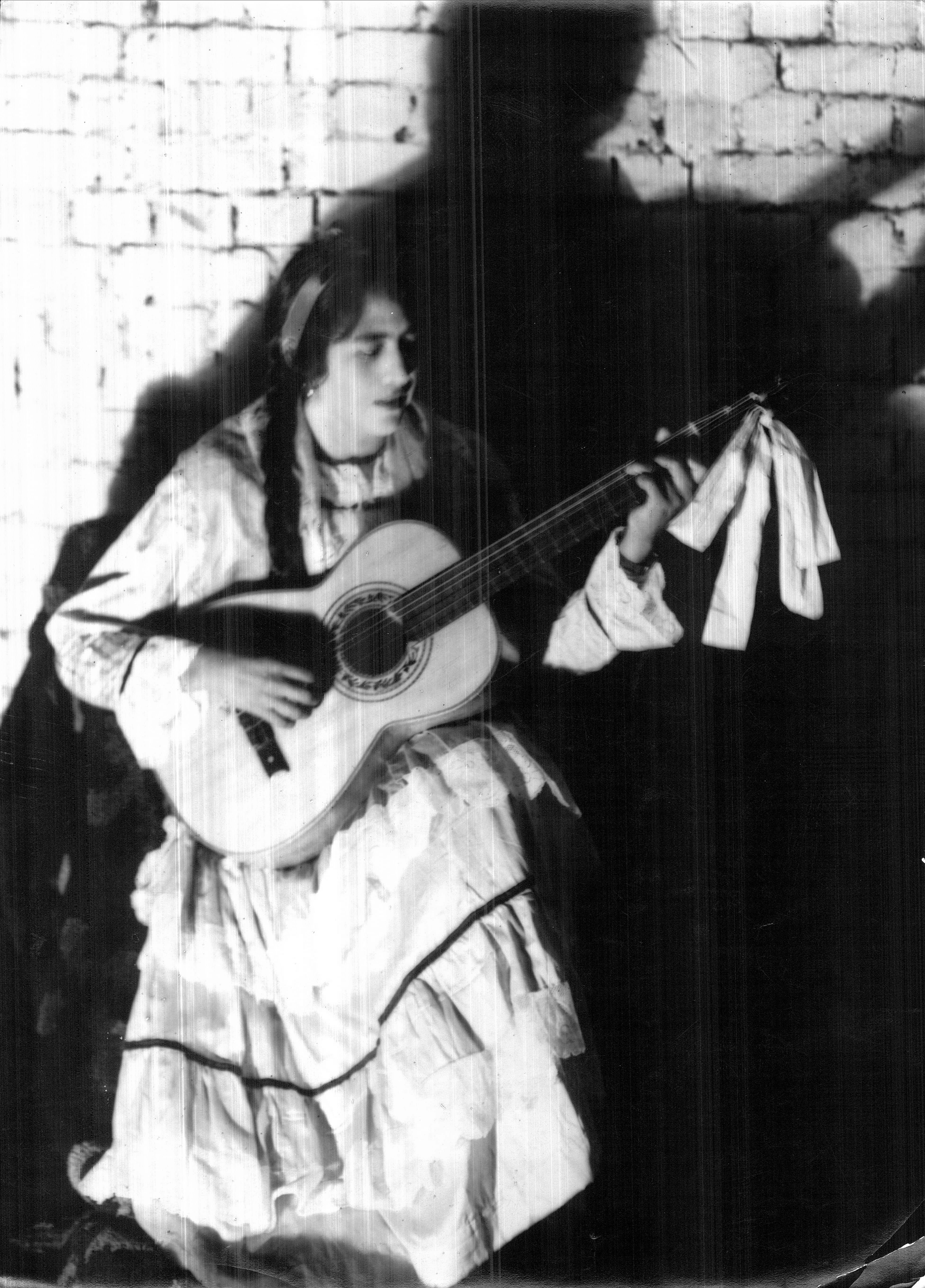
Señorita Patrocinia Diaz, cantante criolla y primera figura del elenco Chazarreta.

Se separa de Chazarreta y por tres años se distancia del medio. Junto con su esposo preparó una gran compañía de arte americano. Colaboró el pintor Alfredo Guido. Seleccionaron bailarines, cantores y músicos de Santiago y, sobre la base de un plan orgánico que encerraba las distintas manifestaciones del cancionero del norte, hicieron un espectáculo completo. El debut también fue en el Politeama.
Tras retornar a Buenos Aires en 1927, para actuar en los espectáculos inaugurales del cine París, conoció a Juan de Dios Filiberto, quien la acercó al mundo del Tango. Grabó con su orquesta tres tangos y una milonga: El pañuelito, Clavel del aire, La canción y Porteñita, de Raúl Fernández Siro y José Cánepa. También interpretó temas como Amor que muere.
Debutó en Radio Splendid, donde estuvo un año, y luego pasó a Radio Prieto, donde estuvo un año y medio; Radio Belgrano, donde compartió micrófono con otras intérpretes del momento como Virginia Vera y Fanny Loy; y Radio Monumental con Mary Capdevila y Arminia Calatayud. Intervino en la primera transmisión realizada para Europa junto a Enrique Delfino, Francisco Canaro, Ada Falcón y otros. En Belgrano integró el elenco para la primera transmisión en directo para Brasil.
Formó parte de las primeras pioneras de la música litoraleña junto a Martha de los Ríos, a quien consideró como una gran referente porque interpretaba lo norteño con gran propiedad y sencillez. 
En 1937, fue elegida la mejor folclorista argentina, en un teatro colmado de público. En 1938 decidió incluir en su repertorio canciones nativas de los países de Latinoamérica.

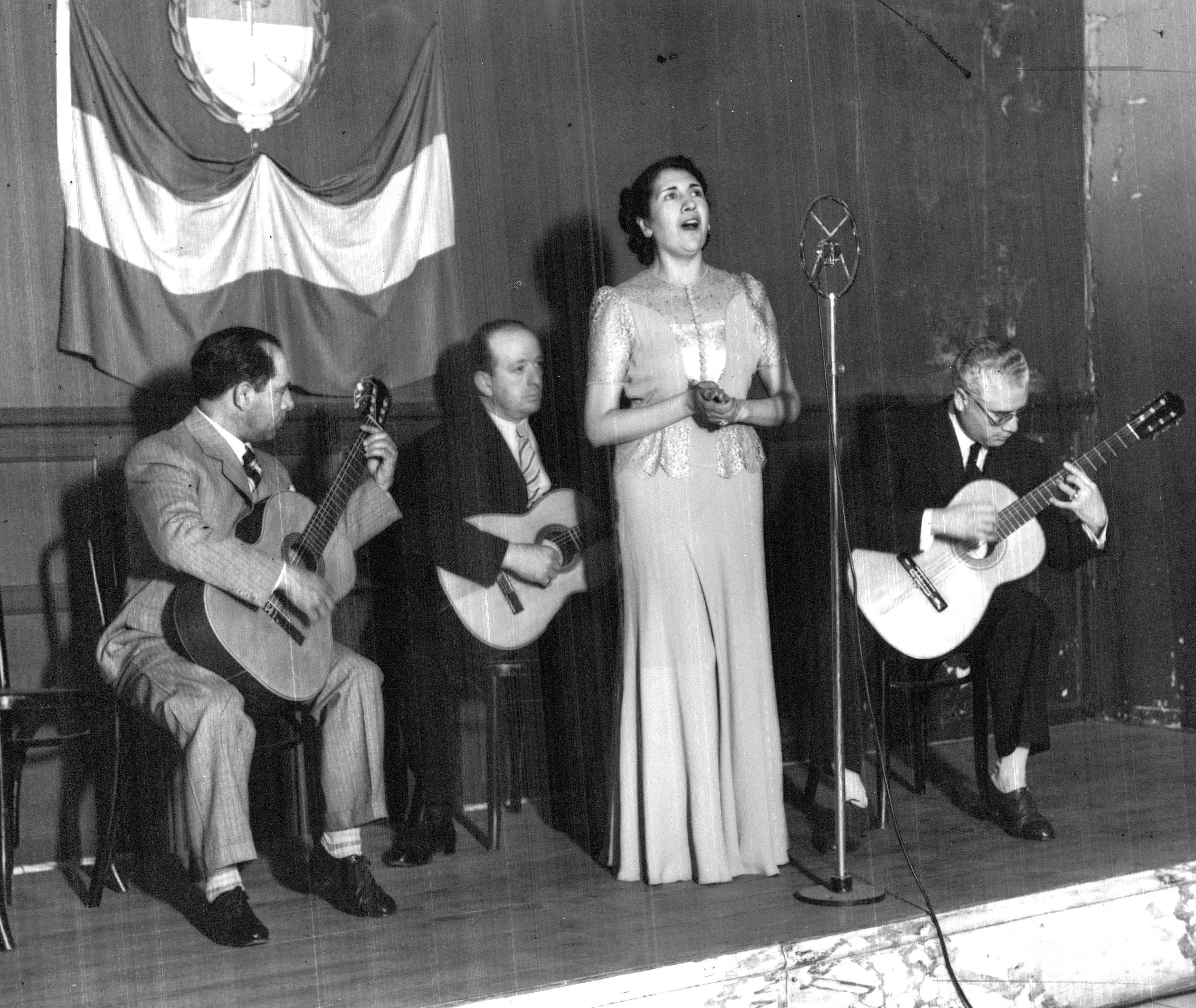
Patrocinio Diaz y sus guitarristas, que tomaron parte en el recital de arte nativo, organizado por la Institución Tradicionalista Argentina "El Ceibo".

En el cine trabajó en la película Juan Moreira, dirigida por Nelo Cosimi, que tuvo como primer actor a Domingo Sapelli,  donde intervinieron los cantores Alberto Gómez, Néstor Feria y Antonio Podestá.
Murió tras una larga enfermedad el 16 de enero de 1969 a los 64 años, en sus últimos años se domiciliaba en la calle Juan de Garay 3121

## Vida privada
Patrocinio se casó en 1922 con el empresario teatral Juan Teodoro Mauri, que estaba asociado con Chazarreta, y tuvieron un hijo a quien llamaron Ángel, quien a los tres años salió a escena durante las actuaciones de su madre, para bailar malambo.

## Filmografía
- 1936: Juan Moreira.
- 1931: Nobleza gaucha (versión sonorizada junto a Virginia Vera

## Temas interpretados

### Lírico
- De Madrid a París
- La Geisha
- Cavalleri Rusticana

### Folclore, Vals, Milonga y Zamba
- La vidala del santiagueño
- La López Pereyra
- Si tuviera un tucu tucu
- Amor que muere
- Linda Santiagueña
- Cuando llora la milonga

### Tango, Rancheras
- El pañuelito
- Clavel del aire
- La canción
- Porteñita
- Las margaritas
- Caminito
- Aquel nocturno
- El pañuelito
- Amor que muere